# Список сезонов «Вегас Голден Найтс»
«Вегас Голден Найтс» (англ. Vegas Golden Knights) — американский профессиональный хоккейный клуб базирующийся в городе Парадайсе, штат Невада и выступающий в Тихоокеанском дивизионе Западной конференции Национальной хоккейной лиги (НХЛ). Клуб основан в 2017 году в результате расширения лиги. Свои домашние матчи клуб проводит на «Ти-Мобайл Арене». В своём первом же сезоне «Вегас» дошёл до финала Кубка Стэнли где уступил «Вашингтон Кэпиталз» в пяти матчах матчах. В 2023 году «Вегас» завоевал свой первый Кубок Стэнли, обыграв в финале «Флориду Пантерз» со счётом 4-1. Также «Голден Найтс» трижды становились чемпионами дивизиона.

### Список сезонов
| Обладатель Кубка Стэнли | Обладатель Приза Кларенса Кэмпбелла | Чемпион дивизиона |

| Сезон НХЛ | Сезон команды | Конференция | Дивизион      | Регулярный чемпионат | Регулярный чемпионат | Регулярный чемпионат | Регулярный чемпионат | Регулярный чемпионат | Регулярный чемпионат | Регулярный чемпионат | Регулярный чемпионат | Плей-офф | Примечания                                    |
| Сезон НХЛ | Сезон команды | Конференция | Дивизион      | Место                | И                    | В                    | П                    | ПО                   | Очки                 | ШЗ                   | ШП                   | Плей-офф | Примечания                                    |
| --------- | ------------- | ----------- | ------------- | -------------------- | -------------------- | -------------------- | -------------------- | -------------------- | -------------------- | -------------------- | -------------------- | --- | --------------------------------------------- |
| 2017-18   | 2017-18       | Западная    | Тихоокеанский | 1                    | 82                   | 51                   | 24                   | 7                    | 109                  | 272                  | 228                  | победа в первом раунде, 4-0 («Лос-Анджелес Кингз») победа во втором раунде, 4-2 («Сан-Хосе Шаркс») победа в финале конференции, 4-1 («Виннипег Джетс») поражение в финале Кубка Стэнли, 1-4 («Вашингтон Кэпиталз») | [ 1 ]                                         |
| 2018-19   | 2018-19       | Западная    | Тихоокеанский | 3                    | 82                   | 43                   | 32                   | 7                    | 93                   | 249                  | 230                  | поражение в первом раунде, 3-4 («Сан-Хосе Шаркс») | [ 2 ]                                         |
| 2019-20   | 2019-20       | Западная    | Тихоокеанский | 1                    | 71                   | 39                   | 24                   | 8                    | 86                   | 227                  | 210                  | победа в первом раунде, 4-1 («Чикаго Блэкхокс») победа во втором раунде 4-3 («Ванкувер Кэнакс») поражение в финале конференции 1-4 («Даллас Старз»)                                                                | [ 4 ]                                         |
| 2020-21   | 2020-21       | —           | Западный      | 2                    | 56                   | 40                   | 14                   | 2                    | 82                   | 191                  | 124                  | победа в первом раунде, 4-3 («Миннесота Уайлд») победа во втором раунде, 4-2 («Колорадо Эвеланш») поражение в полуфинале Кубка Стэнли, 2-4 («Монреаль Канадиенс»)                                                  | [ 6 ]                                         |
| 2021-22   | 2021-22       | Западная    | Тихоокеанский | 4                    | 82                   | 43                   | 31                   | 8                    | 94                   | 266                  | 248                  | не участвовали | [ 7 ]                                         |
| 2022-23   | 2022-23       | Западная    | Тихоокеанский | 1                    | 82                   | 51                   | 22                   | 9                    | 111                  | 272                  | 229                  | победа в первом раунде, 4-1 («Виннипег Джетс») победа во втором раунде, 4-2 («Эдмонтон Ойлерз») победа в финале конференции, 4-2 («Даллас Старз») победа в финале Кубка Стэнли, 4-1 («Флорида Пантерз»)            | [ 8 ]                                         |
| 2023-24   | 2023-24       | Западная    | Тихоокеанский | 4                    | 82                   | 45                   | 29                   | 8                    | 98                   | 267                  | 245                  | поражение в первом раунде, 3-4 («Даллас Старз») | [ 9 ]                                         |
| 2024-25   | 2024-25       | Западная    | Тихоокеанский | 1                    | 82                   | 50                   | 22                   | 10                   | 110                  | 275                  | 219                  | победа в первом раунде, 4-2 («Миннесота Уайлд») поражение во втором раунде, 1-4 («Эдмонтон Ойлерз») |                                               |
| Всего     | Всего         | Всего       | Всего         | Всего                | 619                  | 362                  | 198                  | 59                   | 783                  | 2019                 | 1734                 | 7 попаданий в плей-офф, 1 Кубок Стэнли (2023) | 7 попаданий в плей-офф, 1 Кубок Стэнли (2023) |

## Статистика трофеев
| Кубок Стэнли | Президентский Кубок | Приз Кларенса Кэмпбелла | Победа в дивизионе |
| ------------ | ------------------- | ----------------------- | ------------------ |
| 1            | 0                   | 2                       | 3                  |